# 半月苔素
半月苔素（英語：Lunularin）是一种分子式为C14H14O2的二氢芪类有机化合物，发现于旱芹绣球等植物中。植物半月苔酸脱羧酶可将半月苔酸脱羧为半月苔素。